# Membracis foliatafusca
Membracis foliatafusca är en insektsart som beskrevs av Degeer. Membracis foliatafusca ingår i släktet Membracis och familjen hornstritar. Inga underarter finns listade i Catalogue of Life.